# Je ne pleurerai pas
Pour plus de détails, voir Fiche technique et Distribution.
Je ne pleurerai pas (울지 않으리, Ulji aneuri) est un film sud-coréen réalisé par Im Kwon-taek, sorti en 1974.

## Synopsis
L'armée nordiste a commencé à envahir le sud de pays, mais Jae-nam et ses amis ne le savent pas et jouent au ballon. Lors de l'évacuation de la ville, il est séparé de sa famille.

## Fiche technique
- Titre : Je ne pleurerai pas
- Titre original : 울지 않으리 (Ulji aneuri)
- Réalisation : Im Kwon-taek
- Scénario : Na Han-bong, Shin Bong-seung et Yoon Sam-yuk
- Musique : Han Sang-gi
- Photographie : Park Seung-bae
- Montage : Kim Chang-sun
- Production : Kim Jae-yeon
- Société de production : Yeonghwa Jinhaeng
- Pays :  Corée du Sud
- Genre : Guerre et drame
- Durée : 115 minutes
- Dates de sortie : 
  -  Corée du Sud : 28 septembre 1974

## Distribution
- Lee Seung-hyun
- Kim Yeong-suk
- Park Ji-hun
- Hwang Hae
- Kim Jin-kyu

## Distinctions
En 1974, le film a remporté le prix spécial de l'enfant acteur pour Lee Seung-hyun lors de la cérémonie des Grand Bell Awards. 